# Merianina prosthioxantha
Merianina prosthioxantha är en tvåvingeart som först beskrevs av Günther Enderlein 1911.  Merianina prosthioxantha ingår i släktet Merianina och familjen sorgmyggor. Inga underarter finns listade i Catalogue of Life.